# Allgemeine Deutsche Kunstgenossenschaft
Die Allgemeine Deutsche Kunstgenossenschaft war der erste überregionale Berufsverband für bildende Künstler in Deutschland. Er wurde Ende September 1856 in Bingen gegründet.

## Geschichte

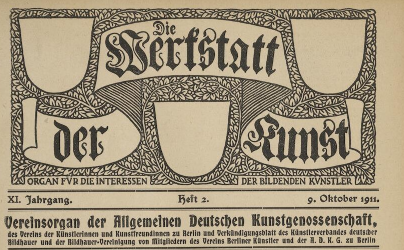
Vereinsorgan Die Werkstatt der Kunst (1911)

Vom Düsseldorfer Künstlerverein Malkasten war – initiiert durch ein „Düsseldorfer Comité“ um Hermann Becker und Emanuel Leutze – 1856 ein Aufruf zur „ersten Versammlung deutscher bildender Künstler“ in Bingen am Rhein ergangen. Das Treffen fand – unterstützt von der Stadt Bingen, die ihr neu erbautes Badehaus als Versammlungsstätte zur Verfügung stellte – vom 28. bis 30. September 1856 statt. Drei Sitzungen wurden unter der Tagungsleitung des Nazareners Philipp Veit – des Schöpfers der berühmten Germania – durchgeführt und durch ein geselliges Beiprogramm aus gemeinsamen Ausflügen und Festen ergänzt. Im Ergebnis der Beratungen gründeten Künstler aus 21 Städten die „Allgemeine Deutsche Kunstgenossenschaft“. Sie verfolgten damit das Anliegen, eine „deutsche Kunst“ auf nationaler Basis zu entwickeln und das materielle Wohl des Künstlerstandes zu heben. Hierzu sollten nach den Vorstellungen der rund 160 Teilnehmer auch nationale Kunstausstellungen organisiert werden. Also wurde einstimmig folgender Beschluss gefasst:

„Es soll eine allgemeine deutsche Kunstausstellung stattfinden, welche periodisch in verschiedenen größeren Städten wiederkehren soll.“

Beim nächsten Treffen, 1857 in Stuttgart, wurde München als Ort einer ersten gemeinsamen Ausstellung bestimmt, die 1858 unter dem Titel „Deutsche und historische Kunstausstellung“ im Glaspalast mit großem Erfolg stattfand. Die II. Allgemeine Kunstausstellung fand 1861 in Köln statt, die III. 1868 in Wien. Die IV. Allgemeine Kunstausstellung wurde 1880 mit der Gewerbe-Ausstellung für Rheinland, Westfalen und benachbarte Bezirke kombiniert und in Düsseldorf ausgerichtet.
1909 veranstaltete die ADKG in Hannover gemeinsam mit dem Kunstverein Hannover die Herbstausstellung niedersächsischer Künstler.
Aus der Organisation von jährlichen Nachfolgeausstellungen entstand die Münchner Künstlergenossenschaft. Die weitere Entwicklung der Allgemeinen Deutschen Künstlergenossenschaft ist jedoch noch nicht erforscht. Sie soll weiterhin Ausstellungen organisiert und Künstler in finanziellen Schwierigkeiten unterstützt haben. Auch soll sie an der Erstellung der gesetzlichen Grundlagen für das erste deutsche Urheberrecht von 1876 beteiligt gewesen sein. Nach 1900 zerfiel aber die zentrale Organisation der Künstlerverbände, bis 1921 der Reichswirtschaftsverband bildender Künstler Deutschlands gegründet wurde.
Die Genossenschaft war auch nach der Machtergreifung aktiv. 1937 fand eine Ausstellung des Ortsvereins Berlin im Stadthaus Wilmersdorf statt.